# Actinoporidae
Actinoporidae zijn een familie van mosdiertjes (Bryozoa) uit de orde van de Cyclostomatida.

## Geslachten
- Actinopora  d'Orbigny, 1853

Niet-geaccepteerd geslacht:
- Multitubigera d'Orbigny, 1853 → Actinopora d'Orbigny, 1853